# Klinknagel

Een klinknagel

De roodgloeiende klinknagel wordt, in dit geval voor een lapnaad, in positie gebracht in het klinkgat...

... en vastgeklonken

Een klinknagel is een bevestigingsmiddel, bestaande uit een metalen pen die voorzien is van een verdikt uiteinde; de zetkop. De meest toegepaste klinknagels hebben een ronde bolle of een verzonken zetkop. De kop die erop wordt geklonken heet de sluitkop, ook deze kan bol of plat uitgevoerd zijn.
Klinknagels zijn vaak vervaardigd van zacht staal, maar soms ook van koper, messing of aluminium. Ze dienen om onderdelen zoals platen en profielen door middel van klinken met elkaar te verbinden. Klinknagels werden in het verleden onder andere in de bouw en scheepsbouw toegepast. Zo werden ze in de Eiffeltoren en in metalen bruggen gebruikt. Ook in spijkerkleding komen klinknagels voor en een luikenboutje is ook een klinknagel. 

## Klinken
De steel van de klinknagel moet iets langer zijn dan de gezamenlijke dikte van de aan elkaar te bevestigen delen. Bij het klinken wordt het uiteinde van de klinknagelsteel met een hamer plat geslagen, de andere kant wordt hierbij tegengehouden. De geklonken kop wordt nabewerkt met een snapper, waardoor een fraaie gladde sluitkop ontstaat. Bij het verzonken klinken, wordt het gesoevereinde gat geheel gevuld met het materiaal van de gestuikte klinknagel, dit geeft extra houvast. Grote klinknagels worden eerst gloeiend heet gestookt. Tijdens het slaan wordt de klinknagel dikker en korter, waardoor deze zich in het gat vastzet. Tijdens het verder afkoelen krimpt de klinknagel en trekt de delen nog strakker tegen elkaar.
Het koud klinken gebeurt nagenoeg op dezelfde wijze, alleen het verhitten van de klinknagel vervalt. De klinknagels die men hiervoor gebruikt zijn van een zachter materiaal en meestal niet dikker dan zes millimeter. Ze zijn daardoor alleen geschikt voor lichte constructies.

## Verbindingen
De meestvoorkomende verbindingen met klinknagels zijn
1. lapnaad (zie figuur)
2. enkele stripverbinding
3. dubbele stripverbinding.

## Gebruik

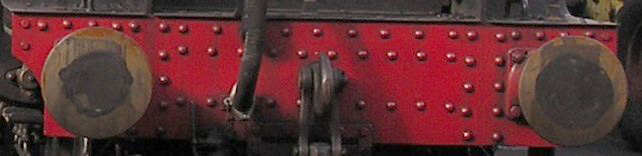
Een geklonken bufferbalk van een stoomlocomotief

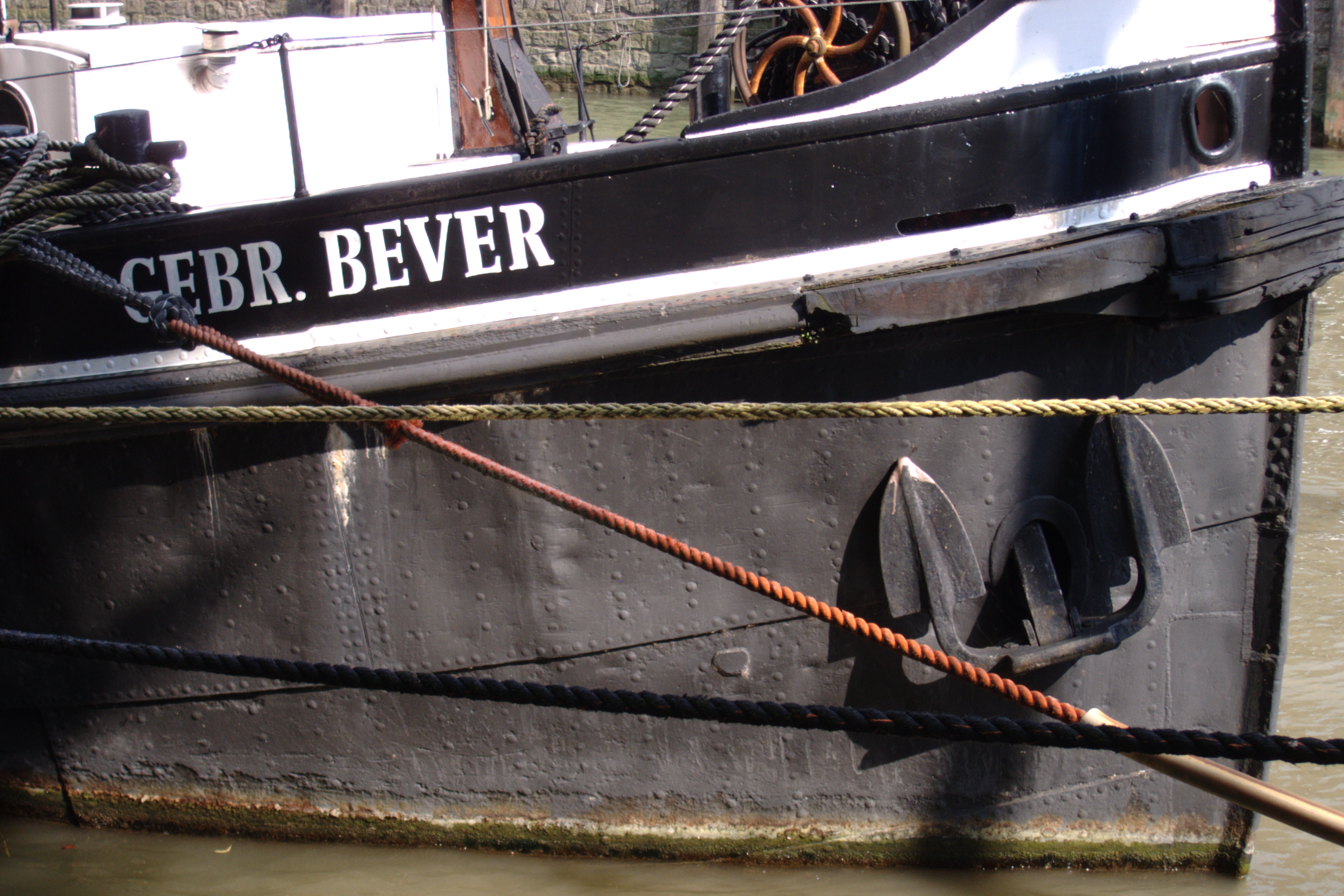
Detail van een oude geklonken scheepsromp, met de klinknagels duidelijk zichtbaar

Tegenwoordig worden in staalconstructies geen klinknagels meer gebruikt. Het is vaak te duur omdat er te veel manuren nodig zijn om op deze manier staalverbindingen te maken. Ze worden nog wel gebruikt in de luchtvaartindustrie, maar ook hier wordt de techniek vervangen door onder andere lijmverbindingen. Op veel kleinere schaal wordt in de metaalnijverheid nog wel gebruikgemaakt van popnagels, een klein soort klinknagel van aluminium. Voor lederwerk en schoenmaken was klinken de eenvoudigste verbinding.

## Varianten

### halfholle klinknagel
Een halfholle klinknagel (en: semi tubular rivet) is een klinknagel met een holle pen of nagelbuis en gesloten zetkop. Door de holle pen is minder kracht nodig om hem vast te zetten, maar is de verbinding minder sterk.

### holle klinknagel
Een holle klinknagel (en: hollow rivet of tubular rivet) is een klinknagel met een holle pen of nagelbuis en open zetkop. Door de holle pen is minder kracht nodig om hem vast te zetten, maar is de verbinding minder sterk.

### holniet
Een holniet is een zeer lichte holle klinknagel. Holnieten worden hoofdzakelijk gebruikt bij de productie van stoffen en lederen producten zoals (spijker)broeken, tassen, schoeisel en riemen. Ze worden bevestigd met een losse handstempel of met een holnietentang. Verwante artikelen zijn drukknopen en (zeildoek)oogjes.

### blindklinknagel of popnagel
Een blindklinknagel of popnagel (en: blind rivet of pop rivet) is een aluminium variant van de holle klinknagel. De holle nagelhuls met kraag is voorzien van een trekpen. De blindklinknagel of popnagel kan toegepast worden bij verbindingen die slechts van één kant toegankelijk zijn. Hij wordt vastgezet met een blindnageltang (ook wel popnageltang).